# Newport (Essex)
Newport – wieś i civil parish w Anglii, w hrabstwie Essex, w dystrykcie Uttlesford. Leży 33 km na północny zachód od miasta Chelmsford i 58 km na północny wschód od Londynu. W 2011 roku civil parish liczyła 2352 mieszkańców. Newport jest wspomniana w Domesday Book (1086) jako Neuport.